# Metropolia Santa Maria
Metropolia Santa Maria – metropolia Kościoła rzymskokatolickiego w Brazylii. Składa się z metropolitalnej archidiecezji Santa Maria i pięciu diecezji. Została erygowana 13 kwietnia 2011 konstytucją apostolską Spiritali itineri papieża Benedykta XVI. Od momentu utworzenia metropolii godność arcybiskupa metropolity sprawuje abp Hélio Adelar Rubert.
W skład metropolii wchodzą:
- - Archidiecezja Santa Maria
  - Diecezja Cachoeira do Sul
  - Diecezja Cruz Alta
  - Diecezja Santa Cruz do Sul
  - Diecezja Santo Ângelo
  - Diecezja Uruguaiana

Prowincja kościelna Santa Maria wraz z metropoliami Porto Alegre, Pelotas i Passo Fundo tworzą region kościelny Sul 3, zwany też regionem Rio Grande do Sul.

## Metropolici
- Hélio Adelar Rubert (2011–2021)
- Leomar Antônio Brustolin (od 2021)